# Siniša Kelečević
Siniša Kelečević, né le 10 avril 1970, à Šibenik, en république fédérative socialiste de Yougoslavie, est un joueur croate de basket-ball. Il évolue durant sa carrière au poste d'ailier fort.

## Palmarès
- Coupe d'Allemagne 2000